# リッジレーサーレボリューション
『リッジレーサーレボリューション』(Ridge Racer Revolution) は、1995年12月3日にナムコ（後のバンダイナムコエンターテインメント）より発売されたPlayStation用のレースゲームである。コンシューマーゲームのリッジレーサーシリーズの第2弾である。PlayStationの発売1周年記念ソフトであり、前作『リッジレーサー』の発売からちょうど1年後に発売された。

## 前作からの変更点
主に、PS版の前作『リッジレーサー』との相違点を挙げる。
- バックミラーが導入された。家庭用としては初、アーケード含めれば『リッジレーサー2』『レイブレーサー』以来である。
- 家庭用レースゲームでは初めて通信対戦が可能になった。通信対戦を行うには、2台のモニターとそれぞれ繋いである2台のPS（対戦ケーブル端子が存在するもの）と2つのコントローラ（ネジコン含む）、本作のディスク2枚、対戦ケーブル1本がそれぞれ全て必要である。
- 『レイブレーサー』のように、コース毎にタイムトライアル（T.T.）が可能になった。
- 前作の半バグ技であったサイレントドリフトが廃止された。ただしスピードバグはある（約295km/h以上で発生）。
- ドリフト中にシフトを下げた後に上げることで加速がつくシフトダウンドリフトが可能となった。
- 新しいデビルカーが追加された。
- BGMはアーケード版『リッジレーサー2』のものが流用された。ただし「Welcome RR」（選択画面BGM）中の "Ridge Racer 2!" のタイトルコールは "2!" の部分がカットされて "Ridge Racer!" になっている。また、リプレイ時やタイトルデモ、全通常コース一位完走時のエンディングなどでは本作オリジナルのBGMが採用されている。『2』でリプレイ時のBGMだった曲は全エクストラコース一位完走時のエンディングBGMに回された。
- コースは初級・中級・上級（加えて、これらのエクストラ〈逆走〉コース）の全てが初登場のオリジナルコースである。スタート地点も通常の3コースとは違っている[1]。なお、前作のコースもPS本体を2台繋いでの通信対戦でのみプレイ可能である。
- メーターデザインが変更された。
- 坂判定が導入された。上り坂では加速能力が落ち、下り坂では上がる。
- 起動時のミニゲームが『ギャラガ'88』になった。パーフェクトを達成することでゲーム内に新車種が登場。また、弾を1発も漏らさずに敵を倒すことでプリティレーサーモードがプレイできる。
- プリティレーサーモードが追加された。車がデフォルメされた形になる。前作のようにサイレントドリフトが可能で、通常モードではスピードバグのせいで出せない300km/hオーバーも可能になる。また、坂判定で大幅に速度が変わる。なお、このモードのみのデフォルメ車のグラフィックは後に『ポケットレーサー』に受け継がれた。

## モード
レース
12台でコースを3周回る。
タイムトライアル（T.T.）
コースを3周回り、最速タイムを目指す。レースモードで初級・中級・上級の3コースを全て1位でクリアすると、各コースによってそれぞれ違うデビルカーが出現する。
フリーラン
好きなだけコースを走れる。レースやT.T.とは違い、ポジション表示の所にラップが表示される。なお、ラップ表示が「99」になり、それ以降にチェッカーフラッグを受けても周回数は「99」のままである。

## コース
コースはすべて本作のために作られた新規コースである。ただし、対戦時のみ前作のコースが使える（前作から看板が変更されている）。1人用、対戦共通のコース（新登場、以下「共通コース」）は初級・中級・上級の3種類。対戦限定コースが特別1（前作の初級・中級）、特別2（前作の上級・T.T.）の2種類。
なお前作同様、1人プレイのレースモードで共通の全コースを1位でゴールすると、共通コースの逆走であるエクストラコースが使用可能になる。
また、対戦時にどちらか（もしくは両方）がエクストラコースを全て1位ゴールしたデータが入ったメモリーカードを1人プレイ時にロードしてあると、対戦限定の2つの特別コースそれぞれのエクストラコースが出現する。
スタート時に逆送して、時速100km/h以上の速度で背後の車止めにぶつかると、そのままミラーコースとなる。通常のコースと同じだが、コーナーの向きが鏡に映したように左右対称になっている。エクストラコースも含めた全6種類のコースで使用可能となる。

## マシン

### ノーマルカー
前作『リッジレーサー』と同じマシンが登場するが、少しデザインが替わっている。S・R・X・Zの4種類のグレードが存在し、上のグレードに行くほど全体的にスピードが上がる。
デフォルトでは以下の4車種が使用可能。
- #3 F/A RACING
- #4 RT RYUKYU
- #2 RT YELLOW SOLVALOU
- #12 RT BLUE SOLVALOU

また、起動時の『ギャラガ88』でパーフェクトを達成することで使用可能車種が8台増える。なお、RT BOSCONIANとRT NEBULASRAYはフロントマスクおよびカラーリングが前作と異なっている（フロントが黄色だったのが白になっている）。
- #15 RT PINK MAPPY
- #5 RT BLUE MAPPY
- #16 GALAGA RT PLID'S
- #6 GALAGA RT CARROT
- #18 RT BOSCONIAN
- #8 RT NEBULASRAY
- #7 RT XEVIOUS RED
- #17 RT XEVIOUS GREEN

上記ノーマルカー12台の詳細については『リッジレーサー』の項を参照のこと。

### デビルカー
上記ノーマルカー12台に加え、ノーマルカーを遙かに上回る速さを持つデビルカーが登場する。初級・中級・上級の全コースのレースモードを1位でゴールし、エンディングを迎えると、各コースのT.T.モードに出現。コースによって登場するデビルカーが異なる。デビルカーに勝つとプリティレーサーモードを除き、対戦したデビルカーが使用可能になる。エクストラ上級のT.T.でWHITE ANGELを使うと敵のRT YELLOW SOLVALOUが本来の最高速以上の速度が出てしまう。
#13 13th RACING
前作から引き続き登場しているデビルカー。初級のT.T.に登場。加速性能を除くすべての性能が最高レベルに達している。
#13 13th RACING KID
13th RACINGの小型バージョン。中級のT.T.に登場。加速性能・最高速は最高レベルに達するが、ハンドリングが非常に劣っており、極めて扱いにくいマシン。
#0 WHITE ANGEL
13th RACINGとは対照的に、白を基調としたデビルカー。上級のT.T.に登場。グリップ以外の全ての性能が最高レベルの性能であり、特に加速性と最高速は13th RACINGをも圧倒する。唯一グリップが劣っている分、ドリフトもしやすくなっている。